# ابل فریرا
ابل فریرا (پرتغالی: Abel Ferreira؛ زادهٔ ۲۲ دسامبر ۱۹۷۸) بازیکن سابق و مربی فوتبال اهل پرتغال است.
از باشگاه‌هایی که در آن بازی کرده است می‌توان به باشگاه فوتبال اسپورتینگ، باشگاه فوتبال ویتوریا گیماریش، باشگاه ورزشی براگا، و باشگاه فوتبال پنافیل اشاره کرد.
وی همچنین در تیم ملی فوتبال پرتغال بی بازی کرده است.